# Esmeralda (orquídea)
 Esmeralda  es un  género de unas dos especies medianas de orquídeas epífitas  de la tribu Vandeae de la familia de las (Orchidaceae). Se distribuyen desde el este de los Himalayas y el sur de China, hasta Tailandia.

## Hábitat
Estas orquídeas son epífitas o litófitas, que se encuentran desde las regiones de los Himalayas y el sur de China hasta Birmania y Tailandia. Se encuentran en bosques de valles húmedos, y en sombra.

## Descripción
Estas Esmeralda son plantas de tamaño moderado monopodiales epífitas que se presentan como lianas con hojas coriáceas alternas, las hojas de color verde esmeralda intenso.

Las inflorescencias nacen de los laterales de las hojas superiores, presentando un racimo corto, con tres o cinco flores de tamaño medio (5,5 a 7,5 cm de diámetro).

El cultivo debe de respetar las condiciones ambientales naturales. Se puede poner en maceta de plástico con una guía para que se pueda enrollar y crecer hacia arriba, temperatura templada (15 a 25 °C), riegos abundantes los días más cálidos y con un máximo de luz pero nunca con el sol directo.

## Taxonomía
El género fue descrito por Heinrich Gustav Reichenbach y publicado en Xenia Orchidacea 2: 38. 1862.
Etimología
Esmeralda: nombre genérico que procede del griego: "smaragdus" = "esmeralda" en alusión al color de las hojas de estas especies que son de color verde esmeralda intenso y brillante.

## Especies deEsmeralda
- Esmeralda bella Rchb.f. (1888)
- Esmeralda cathcartii (Lindl.) Rchb.f. (1862) - especie tipo
- Esmeralda clarkei Rchb.f. (1886)